# Kommission Delors II
Die zweite Europäische Kommission unter Präsident Jacques Delors war von 1989 bis 1993 im Amt.
| Ressort                                                                | Kommissar               | Staat                  | Nationale Partei | Europäische Partei/politische Ausrichtung |
| ---------------------------------------------------------------------- | ----------------------- | ---------------------- | ---------------- | ----------------------------------------- |
| Kommissionspräsident                                                   | Jacques Delors          | Frankreich             | PS               | SPE                                       |
| Mittelmeerpolitik, Lateinamerika                                       | Abel Matutes            | Spanien                | PP               | EVP                                       |
| Umwelt, nukleare Sicherheit, Bürgerschutz                              | Carlo Ripa di Meana     | Italien                | PSI              | SPE                                       |
| Regionalpolitik                                                        | Bruce Millan            | Vereinigtes Königreich | Labour           | SPE                                       |
| Steuern und Zollunion                                                  | Christiane Scrivener    | Frankreich             | PR               | ELDR                                      |
| Wissenschaft, Forschung und Entwicklung, Telekommunikation, Innovation | Filippo Maria Pandolfi  | Italien                | DC               | EVP                                       |
| Äußeres, Handelspolitik                                                | Frans Andriessen        | Niederlande            | CDA              | EVP                                       |
| Vizepräsident, Wirtschaft und Währung, Koordination der Strukturfonds  | Henning Christophersen  | Dänemark               | Venstre          | ELDR                                      |
| Energie, Euratom, kleine Unternehmen, Personal und Übersetzung         | António Cardoso e Cunha | Portugal               | PSD              | EVP                                       |
| Audiovisuelle und kulturelle Angelegenheiten                           | Jean Dondelinger        | Luxemburg              | parteilos        | parteilos                                 |
| Verkehr, Verbraucherschutz                                             | Karel Van Miert         | Belgien                | SP               | SPE                                       |
| Zusammenarbeit und Entwicklung, Fischerei                              | Manuel Marín            | Spanien                | PSOE             | SPE                                       |
| Binnenmarkt und Industrie                                              | Martin Bangemann        | Deutschland            | FDP              | ELDR                                      |
| Haushalt                                                               | Peter Schmidhuber       | Deutschland            | CSU              | EVP                                       |
| Wettbewerb, Finanzielle Institutionen                                  | Leon Brittan            | Vereinigtes Königreich | Conservatives    | ED                                        |
| Beschäftigung, industrielle Reformen, soziale Angelegenheiten          | Vasso Papandreou        | Griechenland           | PASOK            | SPE                                       |
| Landwirtschaft und ländliche Entwicklung                               | Ray MacSharry           | Irland                 | FF               | nationalliberal                           |